# Theodor Wertheim
Theodor Wertheim (25 décembre 1820 – 6 juillet 1864) est un chimiste autrichien né à Vienne. Il est le père du gynécologue Ernst Wertheim (en) (1864-1920).

## Biographie
Il étudie la chimie organique à Berlin en tant qu'élève d'Eilhard Mitscherlich, et en 1843 part à l'université de Prague, où il étudie sous Josef Redtenbacher,. Il sert comme privatdozent à Vienne, et de 1853 à 1860, est professeur à l'Université de Pest. À partir de 1861, il est professeur à l'Université de Graz. En mai 1864, il retourne à Vienne, où il meurt peu après.
En 1848, il devient membre correspondant de l'Académie autrichienne des sciences.
En 1844, Wertheim obtient par entrainement à la vapeur une substance piquante à partir d'ail, connue aujourd'hui comme le disulfure d'allyle et qu'il nomme alors en allemand Schwefelallyl ou Allylsulfur, en inventant le nom allyle à partir du nom latin de l'ail, Allium,. Dans ses recherches, il remarque la relation étroite entre l'huile d'ail et l'huile de moutarde,. Il publie un certain nombre d'études sur l'huile d'ail, la pipérine, la quinine et la Conine dans Annalen der Chemie de Liebig.